# Шугаєвський Валентин Андрійович
Валентин Андрійович Шугаєвський (нар.16 квітня 1884 р. — пом.2 листопада 1966 р.) — історик, нумізмат, археолог і музейний діяч.

## Життєпис
Народився в м. Києві. У 1908 р. закінчив економічний відділ Політехнічного інституту та Інститут Археології в Петербурзі.
Від 1908 р. — співробітник Чернігівської губернської архівної комісії; учасник археологічних розкопок біля м. Чернігова (1911 р.) та с. Виновців (1912 р.).
У 1910—1917 рр. працював у відділі нумізматики Державного Ермітажу. У 1917 р. повернувся в Україну з Росії.
Від 1917 р. — завідувач відділу української старовини Чернігівського державного музею.
У 1918—1919 рр. — співробітник відділу охорони пам'яток старовини і мистецтва в Головному управлінні мистецтв та національної культури Української держави (з грудня 1918 р. — УНР).
Від 1919 р. — завідувач фонду нумізматики Лаврського Музейного Городка; викладач нумізматики Інституту Археології в Києві, співробітник АН УРСР з ділянки музеєзнавства і нумізматики та Всеукраїнського археологічного комітету (ВУАК). Співробітничав з установами ВУАН.
У 1920 р. — товариш голови Чернігівської губернської архівної комісії, пізніше — голова Чернігівської губернської комісії з охорони пам'яток старовини і мистецтва (ГУБКОПМИС).
Від 1921 р. — завідувач відділу української старовини (з 1925 р. — історичного відділу) Чернігівського державного музею.
У 1927—1933 рр. — завідувач нумізматичного відділу (пізніше — нумізматичного фонду) Всеукраїнського музейного містечка в м. Києві
У 1931—1939 рр. — завідувач нумізматичного відділу Всеукраїнського історичного музею ім. Т. Шевченка.
У 1939—1941 рр. працював в Інституті археології АН УРСР та Інституті історії АН УРСР.
Досліджував грошовий обіг на Лівобережжі, зокрема в Чернігові 17—18 ст..
З 1943 р. працював у музеях Самбора і Львова.
У 1944 р. виїхав до Чехословаччини, де працював у музеях м. Праги.
Після Другої світової війни жив в еміграції в Німеччині (1945 р.), з 1947 р. — в США, був заступником головного редактору українського відділу «Голосу Америки»; співробітником газети «рос. Новое русское слово».
Помер 1966 р. в еміграції: у м. Нью-Йорк (США).

## Праці
- (рос.)«Краткий обзор монетных находок Черниговской губернии» (1915),
- (рос.)«Монета и денежный счет в Левобережной Украине в XVII в.» (1918),
- «До питання про грошовий обіг на Україні в XVII в.» (1924),
- «Чи була на Україні в XVII ст. власна монета» (1926),
- «До грошового обігу Чернігівщини XVII в.» // ЧЕРНИГІВ І  ПІВНІЧНЕ  ЛІВОБЕРЕЖЖЯ: ОГЛЯДИ,  РОЗВІДКИ,  МАТЕРІЯЛИ / ред. М. Грушевський. - Київ: Державне видавництво України, 1928- С. 319-324;
- «Що таке «канак»?» // Ювілейний збірник на пошану академика Михайла Сергієвича Грушевського з нагоди шістьдесятої річниці життя та сорокових роковин наукової діяльности. – Київ, 1928. – Т. І.
- «Монета і грошова лічба на Україні в XVII ст.» (Наукова збірка УВАН у США, 1, 1952 р.),

та ін.